# Protestas en Bosnia y Herzegovina de 2018-2019
Las protestas en Bosnia y Herzegovina de 2018-2019 fueron manifestaciones pacíficas diarias y protestas en la República de Srpska después de la muerte de David Dragičević, un joven estudiante serbio que se ahogó, según la policía local; sin embargo, su familia sugiere que las autoridades locales lo obligaron a ahogarse. Este incidente desencadenó un movimiento de protesta contra la brutalidad policial y se convirtió en un levantamiento contra el gobierno, exigiendo el fin del ministro de la República de Srpska.

## Antecedentes
Los disturbios masivos estallaron en Bosnia en 2013 contra el gobierno, pero las protestas públicas iniciales fueron las protestas del JMBG, contra una ley sobre bebés. Otra ola de manifestaciones violentas tuvo lugar en los disturbios en Bosnia y Herzegovina de 2014 por parte de los trabajadores contra los bajos pagos y el desempleo. Después de una muerte en 2016, los bosnios estaban hartos y encabezaron una ola de manifestaciones durante un mes. El movimiento fue pacífico pero los manifestantes estaban enojados. Incluso se enojaron más después de la muerte de David Dragičević, por lo que vinieron multitudes más grandes y protestaron, exigiendo justicia y, todos los días, vinieron y encendieron velas en vigilias en apoyo y memoria de David. Los serbios también se sienten un poco discriminados y decepcionados con el gobierno regional.

## Eventos
Luego de que se anunciará la noticia, protestas masivas y manifestaciones pacíficas, se llevaron a cabo con demandas de justicia en los alrededores de la zona donde había sido asesinado. Miles de personas marcharon a diario y corearon consignas contra el presidente y el gobierno, exigiendo reformas democráticas y elecciones libres, en referencia a las próximas elecciones generales en Bosnia y Herzegovina de 2018. Miles de personas volvieron a protestar en abril, exigiendo una investigación y una disculpa por la muerte. En septiembre, después de una ola de ira en marzo y abril, las manifestaciones de estudiantes y familias contra el gobierno y la brutalidad policial estallaron y se convirtieron en un movimiento a nivel nacional, comenzando en Banja Luka, luego Zenica, Tuzla, Mostar y Sarajevo . Una serie popular de protestas incruentas y huelgas masivas de trabajadores tuvo lugar en diciembre y enero, mientras se producían protestas en Mongolia y la Revolución Sudanesa. Estos manifestantes exigían la detención de los policías involucrados en el incidente y no encubrir la muerte. Las rondas de manifestaciones son las protestas más largas, más grandes y más incruentas que Bosnia ha visto desde la Guerra de Bosnia. Las protestas masivas volvieron a estallar en junio-julio y octubre-noviembre contra los abusos y el uso de la fuerza por parte de la policía, exigiendo también el fin del gobierno.

## Protestas posteriores
Las protestas masivas tuvieron lugar en mítines en Sarajevo, exigiendo justicia por la muerte de Dzenan Memic, quien murió en 2016. Las protestas tuvieron lugar días antes de las elecciones generales en Bosnia y Herzegovina de 2018. Fueron reprimidas por la fuerza por parte de la policía. En noviembre de 2019, se produjeron disturbios por la brutalidad policial y manifestaciones populares después de que estalló un escándalo en un orfanato, cuando los niños fueron encerrados y amenazados de muerte. Muchos de ellos fueron sometidos a brutalidad policial por lo que los manifestantes salieron a las calles, protestando en manifestaciones callejeras. Uno de los lemas era '¡Demasiado tarde, queremos justicia'!